# Los tres deseos
Los tres deseos o Las vicisitudes de la vida (título original en francés, Les Trois Souhaits ou les Vicissitudes de la vie) H. 175 es una ópera-film en tres actos con prólogo y epílogo con música de Bohuslav Martinů compuesta en 1929 sobre libreto en francés de Georges Ribemont-Dessaignes. Se estrenó en el Teatro Estatal de Brno el 16 de junio de 1971. En Alemania se presentó por vez primera en 1995, en Augsburgo y en 2007 en colaboración con el Teatro Nsacional de Ópera Volkstheater en Rostock.